# Mallarino-Bidlackfördraget

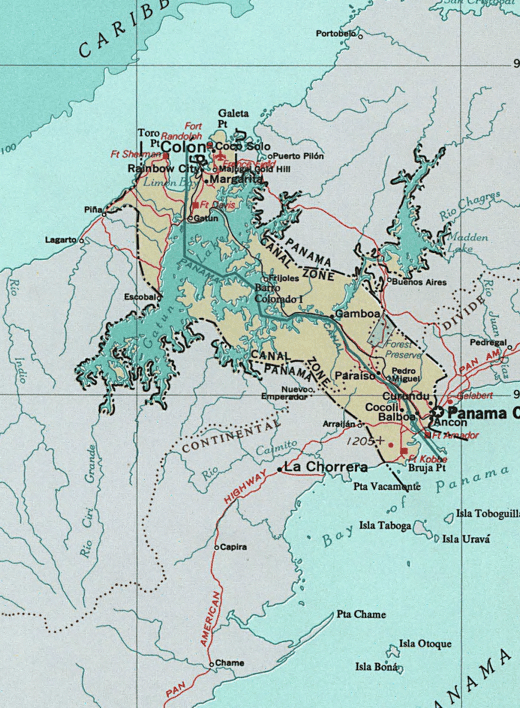
Kanalzonen

Mallarino-Bidlackfördraget tecknades den 12 december 1846 mellan Nya Granada (nuvarande Colombia) och USA. Det var USA:s första juridiska tilltag för att få ekonomiskt inflytande över Panamanäset, som på den tiden tillhörde Nya Granada. Fördraget är uppkallat efter Nya Granadas utrikesminister Manuel María Mallarino.

## Historia
Kort efter upplösningen av Storcolombia 1830 försökte området Panama befria sig, och både samma år och senare 1840-41 etablerade det sig som självständig stat. Under dessa korta perioder föreslog Panamas utrikesminister, Mariano Arosemena, ett avtal som skulle innebära att Storbritannien, USA och Frankrike skulle garantera näsets suveränitet och neutralitet.
Efter Panamas återförening med Nya Granada 1841 övervägde landets myndigheter samma idé, som skulle garantera Nya Granadas kontroll över näset. Från denna idé lämnade Nya Granadas utrikesminister Manuel María Mallarino över ett hemligt dokument från sin regering till USA:s förhandlingsledare, Benjamin Bidlack, där Nya Granadas regering gjorde USA uppmärksamma på den fara det skulle innebära att låta Storbritannien kontrollera Panamanäset. Nya Granada föreslog att USA skulle garantera Panamanäsets suveränitet och neutralitet, och man skulle dela på risken vid transport av varor, post, passagerare och så vidare över Panamanäset.
På den grunden ingicks fördraget om fred, vänskap, navigering och handel den 12 december 1846. Det skulle dock visa sig vara ofördelaktigt för Panama, speciellt paragraf 35, där USA lovade att garantera näsets neutralitet och den fria transporten mellan Stilla havet och Atlanten. På det sättet skapades grunden för amerikansk inblandning i Panama.

## Fördragets centrala punkter
Följande punkter var de mest centrala i paragraf 35:
- I Nya Granadas hamnar, som inkluderar de på Panamanäset, ska fullständig tullfrihet råda, samt frihet från rättsförföljelse vad gäller handel och navigation för amerikanska medborgare och fartyg. Samma rättigheter gäller även passagerare, post och varor från USA som passerar genom området.
- Nya Granadas regering garanterar USA:s regering att all transport eller passage genom Panamanäset, genom vilka transportmedel som helst, ska vara fri för amerikanska varor och medborgare.
- Varken amerikanska medborgare eller varor ska påläggas eller avkrävas någon tull vid resan genom Panamanäset, oavsett färdväg.
- USA garanterar Nya Granada fullständig neutralitet, med villkoret att den fria genomfarten mellan Atlanten och Stilla havet aldrig ska få avbrytas under den tid fördraget gäller.
- USA garanterar på samma sätt de rättigheter till suveränitet och besittning som Nya Granada har till området.